# Лакруа-Сент-Уан
Лакруа-Сент-Уан (фр. Lacroix-Saint-Ouen) — город на севере Франции, регион О-де-Франс, департамент Уаза, округ Компьень, кантон Компьень-2. Находится в 79 км к юго-востоку от Амьена и в 66 км к северо-востоку от Парижа, на левом берегу реки Уаза. 
Население (2018) — 4 894 человека.

## Достопримечательности
- Церковь Святого Уана Руанского
- Старинная голубятня
- Шато Пра XIX века
- Мост через Уазу, построенный в 1846 году и реконструированный в 1949 году

## Экономика
Структура занятости населения:
- сельское хозяйство — 0,3 %
- промышленность — 21,1 %
- строительство — 6,7 %
- торговля, транспорт и сфера услуг — 59,7 %
- государственные и муниципальные службы — 12,1 %

Уровень безработицы (2017) — 10,5 % (Франция в целом — 13,4 %, департамент Уаза — 13,8 %). 

Среднегодовой доход на 1 человека, евро (2018) — 24 210 (Франция в целом — 21 730, департамент Уаза — 22 150).

## Демография
Динамика численности населения, чел.

## Администрация
Пост мэра Лакруа-Сент-Уан с 2001 года занимает член партии Республиканцы Жан Десессар (Jean Desessart), член Совета департамента Уаза от кантона Компьень-2. На муниципальных выборах 2020 года возглавляемый им список партии Республиканцы победил в 1-м туре, получив 58,88 % голосов.
| Период | Период | Фамилия      | Партия                                                | Примечания                                         |
| ------ | ------ | ------------ | ----------------------------------------------------- | -------------------------------------------------- |
| 1971   | 1984   | Альбер Кюиф  |                                                       |                                                    |
| 1984   | 1995   | Жак Бонтам   |                                                       |                                                    |
| 1995   | 2001   | Ги Шот       |                                                       |                                                    |
| 2001   |        | Жак Десессар | Союз за народное движение Разные правые Республиканцы | бывший футбольный арбитр, член Совета департамента |

## Города-побратимы
- Лосхайм-ам-Зе, Германия (1998)

## Галерея

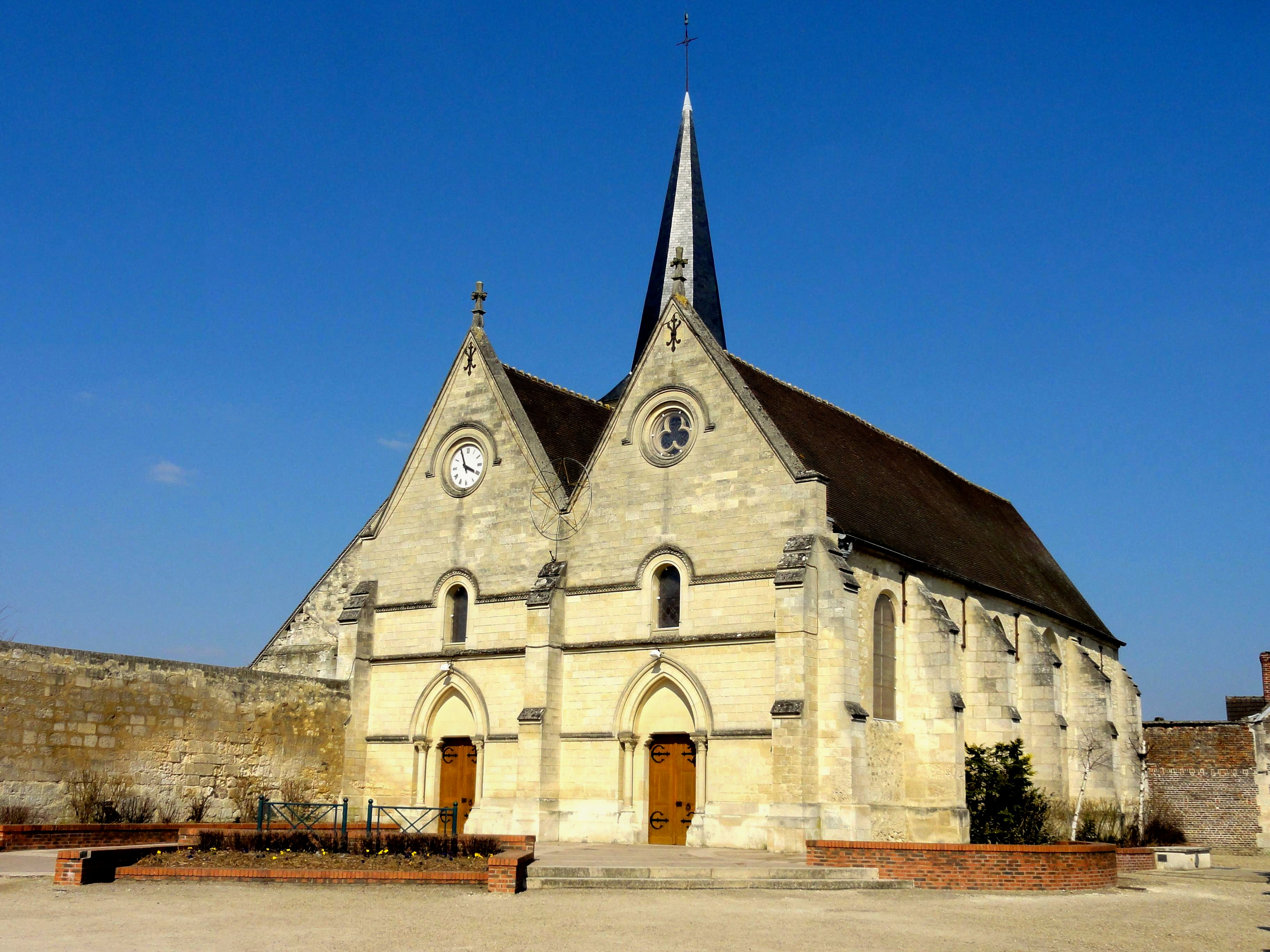
Церковь Святого Уана
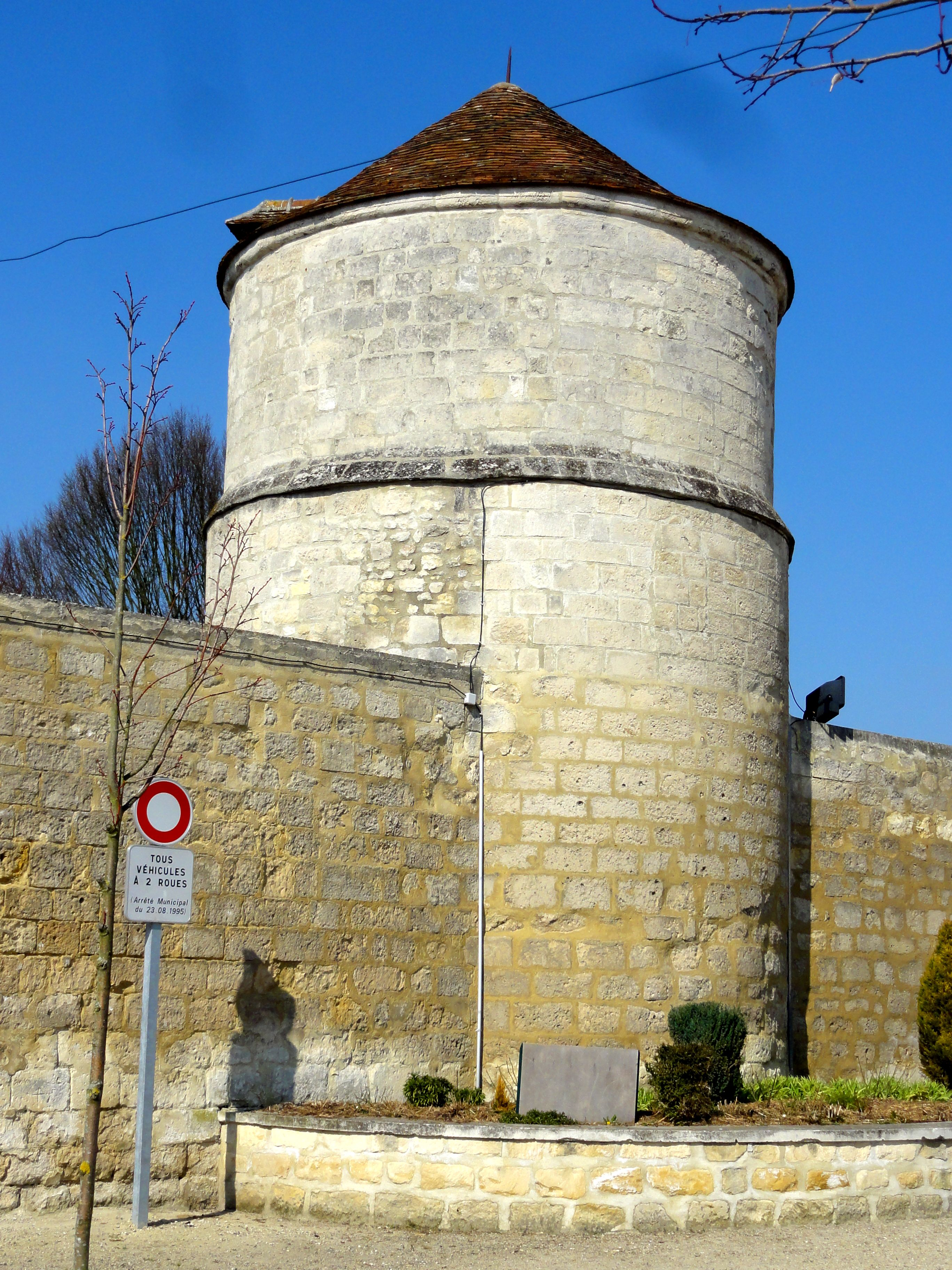
Голубятня
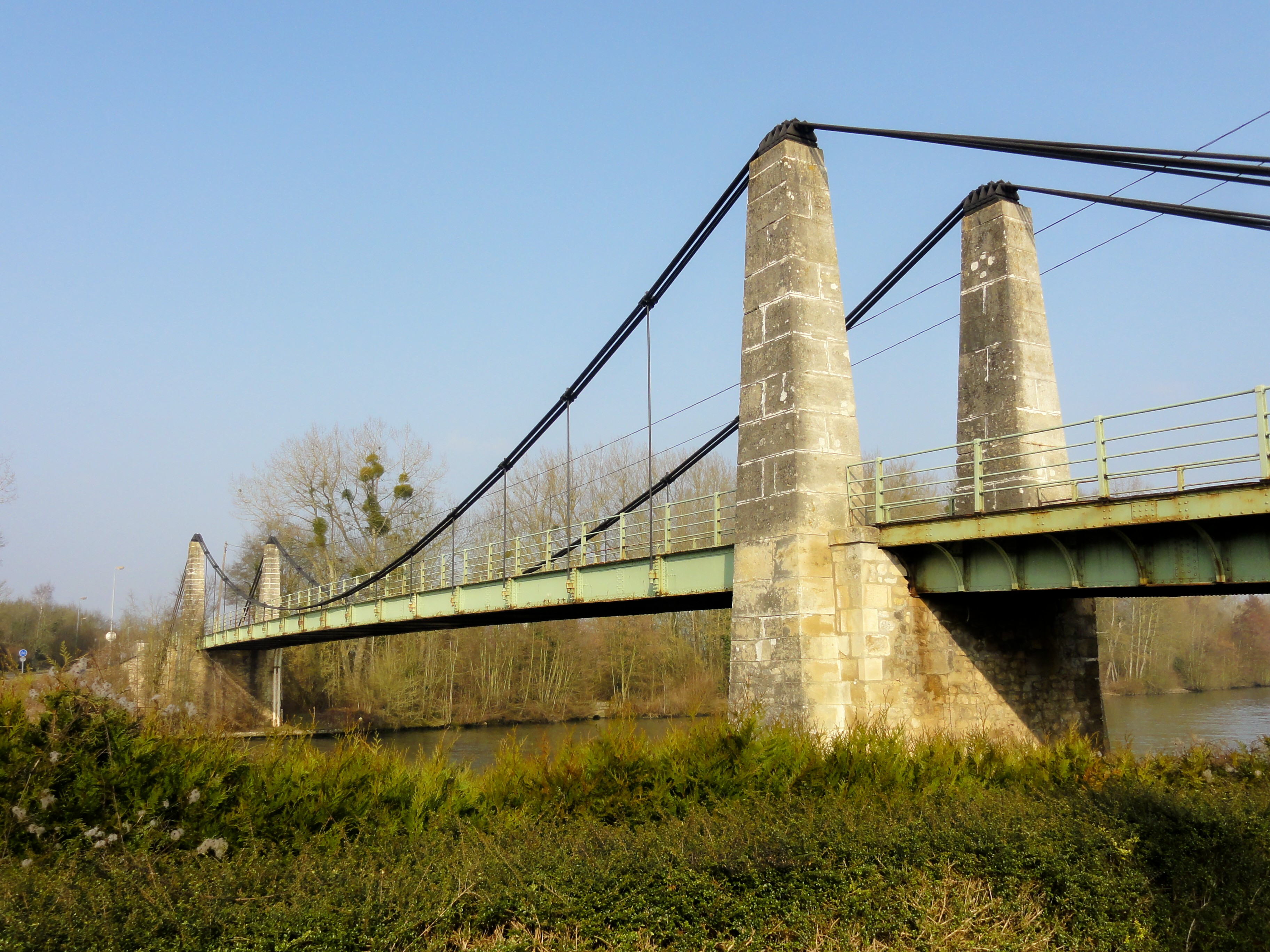
Мост через Уазу
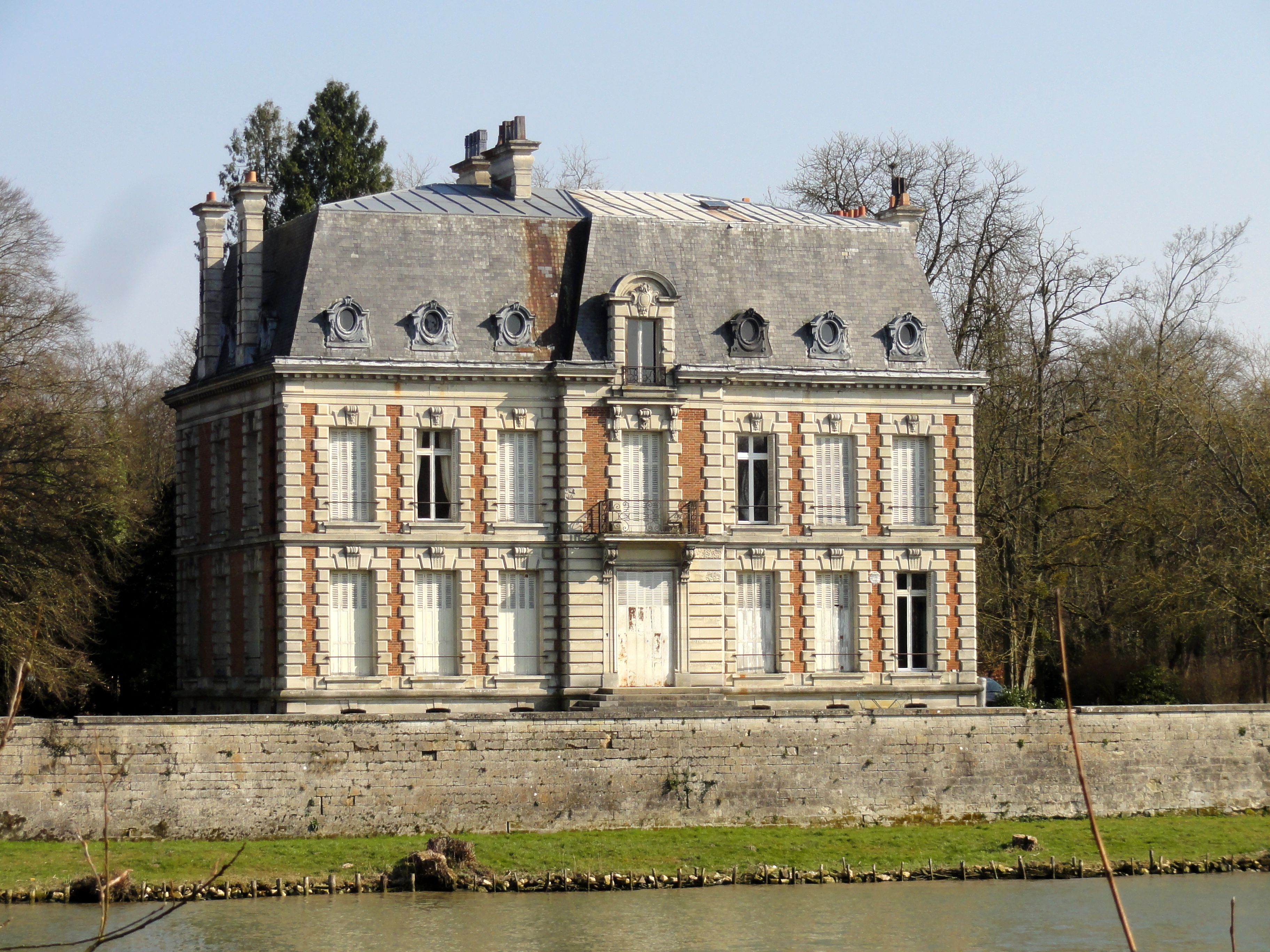
Шато Пра

1. 1 2  база данных о французских коммунах — Национальный географический институт Франции, 2015.